# Mammillaria longiflora
Mammillaria longiflora ist eine Pflanzenart aus der Gattung Mammillaria in der Familie der Kakteengewächse (Cactaceae). Das Artepitheton longiflora leitet sich von den lateinischen Worten longus für ‚lang‘ sowie -florus für ‚-blütig‘ ab und verweist auf Blüten der Art.

## Beschreibung
Mammillaria longiflora wächst meist einzeln oder gelegentlich Gruppen bildend. Die kugeligen bis kurz zylindrischen, dunkelgrünen Triebe werden 8 bis 9 Zentimeter im Durchmesser groß. Die zylindrischen Warzen sind ohne Milchsaft. Die Axillen sind nackt. Die 3 bis 4 Mitteldornen sind rötlich braun bis gelblich weiß und 0,5 bis 2,5 Zentimeter lang. Sie sind an der Basis heller gefärbt und haben einen verdickten Fuß. Dabei ist der unterste Mitteldorn gehakt und bis zu 3 Zentimeter lang. Manchmal fehlen die Mitteldornen ganz. Die bis zu 30 Randdornen haben eine hellgelbe bis weiße Färbung und werden 1 bis 1,3 Zentimeter lang.
Die glockig bis trichterigen Blüten sind hell bis dunkel purpurrosa oder bis rosarot. Sie werden 2,5 bis 4 Zentimeter lang und erreichen einen Durchmesser von 2 bis 3 Zentimeter. Die Blütenröhre bleibt tief im Körper eingesenkt. Die Früchte sind klein und ebenfalls im Pflanzenkörper eingesenkt. Sie enthalten schwarze Samen.

## Verbreitung, Systematik und Gefährdung
Mammillaria longiflora ist in den mexikanischen Bundesstaaten Chihuahua, Durango und Zacatecas verbreitet.
Die Erstbeschreibung als Neomammillaria longiflora erfolgte 1923 durch Nathaniel Lord Britton und Joseph Nelson Rose. Alwin Berger stellte die Art 1929 in die Gattung Mammillaria. Weitere nomenklatorische Synonyme sind Chilita longiflora (Britton & Rose) Orcutt (1926), Krainzia longiflora (Britton & Rose) Backeb. (1938) und Phellosperma longiflora (Britton & Rose) Buxb. (1951).
Es werden folgende Unterarten unterschieden:
- Mammillaria longiflora subsp. longiflora
- Mammillaria longiflora subsp. tepexicensis (J.Meyrán) Lüthy

In der Roten Liste gefährdeter Arten der IUCN wird die Art als „Least Concern (LC)“, d. h. als nicht gefährdet geführt.

## Nachweise